# Software di sistema della PlayStation 4
Il software di sistema di PlayStation 4 costituisce il firmware e il sistema operativo di PlayStation 4.
Il sistema operativo è derivato dalla versione 9.0 del sistema operativo Unix-like FreeBSD. Il processo di aggiornamento è identico a quello di PlayStation 3: il software può essere aggiornato direttamente da PlayStation 4, oppure scaricato dal sito ufficiale su un computer e poi caricato su una penna USB e trasferito su PS4, altrimenti è possibile installarlo tramite l'aggiornamento contenuto in un gioco.
La PlayStation 4 usa PlayStation Dynamic Menu come interfaccia grafica.
L'attuale versione del software di sistema è la 12.50, pubblicata il 25 marzo 2025.

## Aggiornamento software

### Dettagli degli aggiornamenti
| Versione, Data di rilascio Note                                    | Descrizione |
| ------------------------------------------------------------------ | --- |
| 12.50 25 marzo 2025                                                | Sistema - Abbiamo migliorato i messaggi e l'usabilità di alcune schermate. |
| 12.02 30 gennaio 2025                                              | Sistema - Abbiamo apportato alcune correzioni relative alla sicurezza del software di sistema. |
| 12.00 12 settembre 2024                                            | Sistema - Abbiamo migliorato i messaggi e l'usabilità di alcune schermate. |
| 11.52 17 luglio 2024                                               | Sistema - Abbiamo migliorato i messaggi e l'usabilità di alcune schermate. - Abbiamo apportato alcune correzioni relative alla sicurezza del software di sistema. |
| 11.50 13 marzo 2024                                                | Sistema - Abbiamo migliorato le prestazioni e la stabilità del software di sistema. - Abbiamo migliorato i messaggi e l'usabilità di alcune schermate. |
| 11.02 6 dicembre 2023                                              | Sistema - Abbiamo apportato alcune correzioni relative alla sicurezza del software di sistema. - Abbiamo migliorato le prestazioni e la stabilità del software di sistema. - Abbiamo migliorato i messaggi e l'usabilità di alcune schermate. |
| 11.00 13 settembre 2023                                            | Sistema - Ora puoi accedere alla tua console PS4 senza password con la PS App. Sul tuo dispositivo mobile, esegui la scansione del codice QR per accedere, proprio come per PS5. Alcune operazioni di autenticazione possono anche utilizzare le notifiche push su PS App. - Ora puoi vedere le reazioni di emoji ai messaggi. - Abbiamo migliorato i messaggi e l'usabilità di alcune schermate. |
| 10.71 10 agosto 2023                                               | Sistema - Questo aggiornamento del software di sistema migliora le prestazioni del sistema. |
| 10.70 20 luglio 2023                                               | Sistema - Questo aggiornamento del software di sistema migliora le prestazioni del sistema. |
| 10.50 8 marzo 2023                                                 | Sistema - Ora puoi accedere alle tue app autorizzate in Impostazioni. - Le app autorizzate sono app e servizi di terze parti a cui hai collegato il tuo account per PlayStation Network. Quando usi un'app autorizzata, acconsenti a condividere i dati del tuo account con tale app. - Per visualizzare e gestire le tue app autorizzate, vai a Impostazioni > Gestione account > App autorizzate, quindi scansiona il codice QR con il tuo dispositivo mobile. - Gli amici attivi su PlayStation App appariranno ora come online nel tuo elenco degli amici. - Ora è possibile visualizzare emoji Unicode 15.0. - Per i giochi che supportano tale funzione, puoi vedere quali giocatori della tua sessione di gioco sono su altre piattaforme. |
| 10.01 21 settembre 2022                                            | Sistema - Questo aggiornamento del software di sistema migliora le prestazioni del sistema. |
| 10.00 7 settembre 2022                                             | Sistema - Quando usi il browser per Internet, ora puoi scegliere tra due tipi di funzioni di zoom. "Esegui zoom" ti permette di aumentare le dimensioni degli elementi della pagina e di regolarne il layout in modo che la schermata si adatti senza dover scorrere a destra e a sinistra. "Ingrandisci" aumenta le dimensioni di tutto ciò che è presente nella pagina senza modificare il layout. Il valore massimo di zoom/ingrandimento è ora del 500%. - In Remote Play, abbiamo aggiornato quanto segue: Usare la tastiera del PC o Mac quando utilizzi PS Remote Play non è mai stato così facile. Abbiamo rimosso la casella di inserimento del testo, in modo da poter utilizzare la tastiera per digitare direttamente sulla console PS5 o PS4. Oltre a digitare, ora puoi utilizzare la tastiera anche per controllare i giochi che la supportano. |
| 9.60 12 maggio 2022                                                | Sistema - Questo aggiornamento del software di sistema migliora le prestazioni del sistema. |
| 9.51 13 aprile 2022                                                | Sistema - Questo aggiornamento del software di sistema migliora le prestazioni del sistema. |
| 9.50 23 marzo 2022                                                 | Sistema In Party, abbiamo aggiornato quanto segue: - Quando avvii un party, puoi selezionare un party aperto o chiuso. - Un party aperto consente ai tuoi amici di partecipare senza un invito. Anche gli amici dei membri possono partecipare. - Un party chiuso è riservato ai giocatori che inviti. - Ora puoi regolare singolarmente il volume della chat vocale di ciascun giocatore di un party. - Abbiamo aggiunto il supporto per la lingua ucraina. |
| 9.04 19 febbraio 2022                                              | Sistema - Questo aggiornamento del software di sistema migliora le prestazioni del sistema. |
| 9.03 1º dicembre 2021                                              | Sistema - Questo aggiornamento del software di sistema migliora le prestazioni del sistema. |
| 9.00 15 settembre 2021                                             | Sistema - Ora puoi visualizzare i trofei dei giochi per PS5 sulle console PS4. - In Trofei, ora puoi visualizzare i trofei PS5 nel tuo elenco dei trofei. - Puoi anche visualizzare i trofei PS5 nell'elenco dei trofei sulla schermata del profilo nella scheda [Giochi]. - In Messaggi, abbiamo aggiornato quanto segue: - Se sei il titolare di un gruppo, ora puoi eliminarlo. Per eliminare un gruppo, apri il menu Opzioni, quindi seleziona [Elimina gruppo]. Se elimini un gruppo, questo verrà eliminato per tutti i membri. - Ora, quando blocchi un utente, puoi anche scegliere di abbandonare il gruppo in cui vi trovate contemporaneamente solo te e l'utente. Non abbandonerai i gruppi che includono altri giocatori. Altre funzionalità aggiornate - Da dispositivo Android o iOS/iPadOS, ora puoi utilizzare l'app PS Remote Play per accedere a PS4 tramite dati mobili. - Abbiamo apportato i seguenti miglioramenti al filtro contenuti: - Ora, quando un bambino richiede di utilizzare le funzionalità di comunicazione di un gioco, il genitore o il tutore riceverà una notifica su PS4 e PlayStation App. - Inoltre, il bambino riceverà una notifica quando il genitore o il tutore accetta, rifiuta o interrompe il consenso al bambino per l'uso delle funzionalità di comunicazione di un gioco. - Ora puoi scegliere se ricevere notifiche in merito a nuovi prodotti e offerte speciali sulla tua PS4 o via e-mail. Per effettuare tale operazione, vai a [Impostazioni] > [Gestione account] > [Informazioni sull'account] > [Preferenze di comunicazione]. |
| 8.52 22 giugno 2021                                                | Sistema - Questo aggiornamento software di sistema migliora le prestazioni del sistema. |
| 8.50 14 aprile 2021                                                | Sistema - Nel Party, puoi ora divertirti con Share Play insieme ad altri giocatori su console PS5. - Nei Messaggi, ora puoi attivare o disattivare le notifiche per ognuno dei gruppi a cui partecipi. Nella schermata del gruppo, apri il menu Opzioni e seleziona Disattiva notifiche. Altre funzioni aggiornate - Nella schermata dei dettagli della sessione di gioco, ora puoi utilizzare il pulsante Richiedi di partecipare per chiedere al responsabile della sessione di partecipare alla sessione di gioco. Il responsabile della sessione può quindi inviarti un invito per partecipare alla sessione di gioco. - Quando giochi a un titolo che hai nascosto, gli altri giocatori non potranno più vedere che stai giocando a quel titolo. - Abbiamo aggiornato il formato dei file per la memoria di archiviazione estesa. - Quando colleghi un dispositivo di archiviazione estesa, il formato dei file verrà aggiornato. - Dopodiché non potrai utilizzare il dispositivo su una PS4 su cui è installata una versione precedente del software di sistema. - La funzione Community non è più disponibile. |
| 8.03 9 dicembre 2020 (Opzionale)                                   | Sistema - "Disattiva audio della chat di gioco" è stato aggiunto in "Audio/Dispositivi" nel menu rapido. Se attivi questa impostazione, l'audio della chat di gioco verrà disattivato. La tua voce non si sentirà e non sentirai gli altri giocatori. Questa impostazione non si applica all'audio della chat del party. |
| 8.01 18 novembre 2020                                              | Sistema - Questo aggiornamento del software di sistema migliora le prestazioni del sistema. |
| 8.00 14 ottobre 2020                                               | Party e Messaggi - Quando avvii un party, ora puoi scegliere se creare un nuovo gruppo o selezionarne uno esistente. Quando crei un nuovo gruppo, questo verrà salvato anche dopo la conclusione del party. Puoi avviare un nuovo party con gli stessi membri selezionando il gruppo creato in precedenza. - Ora puoi usare i tuoi gruppi con le funzioni (Party) e (Messaggi). Puoi inviare messaggi a un gruppo che hai creato per un party oppure avviare un party con un gruppo con cui hai scambiato messaggi. - Per i gruppi di 3 o più membri, il proprietario del gruppo può ora rimuovere membri dal gruppo. Il proprietario del gruppo è il giocatore che ha creato il gruppo. - Per i gruppi formati solo da te e da un altro giocatore, non puoi più modificare il nome o l'immagine del gruppo. Vengono visualizzati solo il nome e l'immagine dell'altro giocatore. - L'opzione (Messaggi) è stata aggiunta alla schermata durante i party. Se selezioni (Messaggi), potrai vedere i messaggi che hai scambiato con i membri del gruppo. - Le impostazioni pubblico/privato per i party sono state rimosse. Solo i membri del gruppo possono partecipare al party. - Le impostazioni pubblico/privato per i party sono state rimosse. Solo i membri del gruppo possono partecipare al party. - Ora puoi modificare le impostazioni del party dal menu Opzioni che viene visualizzato sullo schermo quando selezioni (Party). Puoi inoltre gestire le impostazioni di connettività del party selezionando l'opzione "Connessione alla chat vocale del party", aggiunta alle impostazioni del party. - I membri del party ora possono vedere se il tuo microfono è disattivato. - Ora puoi partecipare a party in cui vi sono membri che hai bloccato. Quando ti unisci a un party a cui partecipa un membro che hai bloccato, o quando un membro che hai bloccato si unisce al party a cui partecipi, riceverai una notifica. Durante il party, tu e il membro bloccato non vi sentirete e il gioco a cui state giocando, così come il vostro stato Share Play, non saranno visualizzati. Inoltre, il membro bloccato non sarà informato che tu lo hai bloccato. - Non è più possibile avviare sessioni Giochiamo insieme durante un party. Nei giochi multigiocatore online, puoi avviare una sessione di gioco dall'interno del gioco. Sistema - I livelli dei trofei sono nuovi. Il livello dei trofei è una classifica determinata dal numero totale di trofei che hai guadagnato. Quando aggiorni il software di sistema, potrai vedere il tuo nuovo livello dei trofei, basato sui trofei che hai guadagnato fino a quel momento. Il tuo nuovo livello dei trofei viene inoltre visualizzato quando accedi a (PlayStation App), al sistema PlayStation Vita o a My PlayStation online. I trofei che hai già guadagnato o le informazioni sui trofei, come i requisiti di sblocco, rimangono invariati. - La verifica in 2 passaggi è ora disponibile quando si usano app di autenticazione. Dopo aver inserito il tuo ID di accesso e la tua password sulla PS4, puoi completare la procedura di accesso consentendo all'app di accedere. Ora puoi scaricare le app di autenticazione da App Store o da Google Play™. Non possiamo garantire la funzionalità di tutte le app di autenticazione. - L'opzione "Disattiva tutti i microfoni" è stata aggiunta al menu rapido in corrispondenza di "Audio/Dispositivi". L'impostazione disattiva tutti i microfoni connessi alla PS4. - Non puoi più creare un nuovo evento in "Eventi". Gli eventi creati prima dell'aggiornamento saranno mantenuti e gli eventi e i tornei ospitati da sviluppatori di giochi continueranno a svolgersi. - Per alcune funzioni, il contenuto visualizzato sullo schermo è stato modificato, così come il design dello schermo. Filtro contenuti - Le opzioni "Comunicazione con altri giocatori" e "Visualizzazione di contenuti creati da altri giocatori" sono state combinate in "Comunicazione e contenuti generati dagli utenti". Se hai selezionato "Non consentito" per entrambe le opzioni, la stessa impostazione verrà rispecchiata dopo l'aggiornamento. - Anche con "Comunicazione e contenuti generati dagli utenti" impostata su "Non consentito", la funzione di comunicazione all'interno del gioco può essere usata solo per giochi specifici che l'amministratore della famiglia o il genitore/tutore ha consentito. Se un bambino invia una richiesta durante un gioco, l'amministratore della famiglia o il genitore/tutore riceve un'email. Seguendo le istruzioni contenute nell'email è possibile consentire o limitare l'uso delle funzioni di comunicazione all'interno del gioco. Riproduzione remota - Le assegnazioni tasti che hai impostato sul controller della PS4 vengono ora rispecchiate quando usi Riproduzione remota. - Il design dello schermo è stato rinnovato. - Il supporto per Android™5 e 6 non è più disponibile. - Il supporto per Windows 8.1 non è più disponibile. Impostazioni > Gestione account > Impostazioni privacy - In corrispondenza di "Giochi->Contenuti multimediali", le opzioni "Trofei" e "Giochi" sono state combinate in "Cronologia di gioco". Puoi limitare la visualizzazione dei giochi a cui hai giocato e dei trofei che hai guadagnato. - In corrispondenza di "Giochi->Contenuti multimediali" è stata aggiunta l'impostazione "Stato online e In esecuzione". Puoi impostare limitazioni su chi può vedere il tuo stato online e il gioco a cui stai giocando. - In "Messaggi", in corrispondenza di "Informazioni personali->Messaggistica", il contenuto che puoi limitare è stato modificato. Puoi limitare chi può invitarti ai party e aggiungerti a gruppi. Ad esempio, l'impostazione "Solo amici" prima permetteva di visualizzare solo i messaggi dei tuoi amici, ora invece puoi vedere anche messaggi di altri giocatori che si trovano nel gruppo, oltre a quelli dei tuoi amici. - In corrispondenza di Informazioni personali->Messaggistica, l'opzione "Disponibilità mobile" è stata rimossa. Community - Quando crei una nuova Community, non puoi più usare "Solo su richiesta" per limitare i membri che possono parteciparvi. Se hai una Community esistente impostata su "Chiunque", non puoi più modificare l'impostazione in "Solo su richiesta". - Non puoi più creare party dalla schermata Community. Dovrai creare un gruppo in "Party". |
| 7.55 26 agosto 2020                                                | Sistema - Questo aggiornamento del software di sistema migliora la qualità delle prestazioni del sistema. |
| 7.51 27 maggio 2020                                                | Sistema - Questo aggiornamento del software di sistema migliora la qualità delle prestazioni del sistema. |
| 7.50 16 aprile 2020                                                | Sistema - Questo aggiornamento del software di sistema migliora la qualità delle prestazioni del sistema. |
| 7.02 19 dicembre 2019                                              | Sistema - Questo aggiornamento del software di sistema migliora la qualità delle prestazioni del sistema. |
| 7.01 11 dicembre 2019                                              | Sistema - Questo aggiornamento del software di sistema migliora la qualità delle prestazioni del sistema. |
| 7.00 8 ottobre 2019                                                | Sistema - Sono state apportate le seguenti modifiche alla funzione Party: - Il numero massimo di partecipanti ad un party è passato da 8 a 16. - È stata aggiunta la trascrizione della chat e l'accessibilità è stata migliorata. Durante un party, usa "PS4 Second Screen" sullo smartphone o su un altro dispositivo mobile per convertire in testo la chat vocale di un party o per inserire testo che verrà letto ad alta voce ad altri membri del party. Questa funzionalità è disponibile solo in inglese e solo sui sistemi PS4 venduti in alcune aree geografiche. - La connettività di rete è stata migliorata. - La qualità audio della chat vocale è stata migliorata. - La Riproduzione remota può ora essere utilizzata su più dispositivi. Oltre che sui dispositivi Xperia, la Riproduzione remota può ora essere utilizzata su altri smartphone e tablet con sistema operativo Android 5.0 o versioni successive. Scarica l'applicazione "Riproduzione remota PS4" da Google Play per utilizzare questa funzionalità. Inoltre, con i dispositivi mobili con sistema operativo Android 10, puoi ora collegare un controller wireless DUALSHOCK 4 tramite Bluetooth per la Riproduzione remota. - Durante l'utilizzo della Riproduzione remota su un iPhone o iPad, puoi ora effettuare le seguenti operazioni. Seleziona [Impostazioni] sulla schermata della Riproduzione remota per configurare queste impostazioni. iPhone o iPad: il controller sarà sempre visibile. iPhone: ora puoi bloccare l'orientamento dello schermo. - Ora puoi utilizzare un controller wireless DUALSHOCK 4 tramite Bluetooth per la Riproduzione remota su iPhone, iPad, Mac o Apple TV. |
| 6.72 16 luglio 2019                                                | Sistema - Questo aggiornamento del software di sistema migliora la qualità delle prestazioni del sistema. |
| 6.71 4 giugno 2019                                                 | Sistema - Questo aggiornamento del software di sistema migliora la qualità delle prestazioni del sistema. |
| 6.70 30 maggio 2019                                                | Sistema - Questo aggiornamento del software di sistema migliora la qualità delle prestazioni del sistema. |
| 6.51 28 Marzo 2019                                                 | Sistema - Questo aggiornamento del software di sistema migliora la qualità delle prestazioni del sistema. - Aggiunta la possibilità di modificare il proprio nickname PSN (Abilitato l'11 aprile 2019) |
| 6.50 7 Marzo 2019                                                  | Sistema - Aggiunta la riproduzione remota sui dispositivi iOS (iPhone e iPad con versione iOS 12.1 e successive) |
| 6.20 12 dicembre 2018                                              | Sistema - Questo aggiornamento del software di sistema migliora la qualità delle prestazioni del sistema. |
| 6.02 17 ottobre 2018                                               | Sistema - Questo aggiornamento del software di sistema migliora la qualità delle prestazioni del sistema. - Risolto un bug presente nei messaggi che mandava in crash i sistemi. |
| 6.00 13 settembre 2018                                             | Sistema - Questo aggiornamento del software di sistema migliora la qualità delle prestazioni del sistema. |
| 5.50 8 marzo 2018                                                  | Impostazioni - UI della libreria migliorata: nella schermata dei giochi/app acquistati potrete filtrare i contenuti acquistati su PS4 e quelli acquistati con il vostro PSN ID. - Schermata PS Plus nella libreria: All'interno della libreria potrete visualizzare separatamente i giochi riscattati con PS Plus, con tutte le informazioni relative alla gestione dell'abbonamento. - Nascondere app dalla libreria: per motivi di privacy o di comodità organizzativa, sarà possibile nascondere le applicazioni presenti nella propria libreria. - Wallpaper personalizzati: tramite chiavetta USB si potranno importare i propri wallpaper personalizzati sulla console. - Notifiche e menù rapido migliorati: per quanto riguarda le notifiche, gli utenti potranno decidere di eliminare permanentemente dal sistema quelle già visualizzate. - Supersampling di Sistema su PS4 Pro, che permetterà di "Abilitare questa opzione per tutti i giochi su PS4 Pro, anche per i titoli ancora privi dell'apposita patch. La pulizia grafica migliorerà sui TV 2K o con risoluzione inferiore. Gioco - Gestione del tempo di gioco: funzione con cui i genitori potranno controllare più facilmente le ore trascorse dai bambini in compagnia di PS4. - Musica di sottofondo su PlayStation Now: adesso potrete ascoltare la vostra musica preferita mentre giocate in streaming tramite PS Now. |
| 5.05 18 gennaio 2018                                               | Sistema - Questo aggiornamento del software di sistema migliora la qualità delle prestazioni del sistema. |
| 5.03 14 dicembre 2017                                              | Sistema - Questo aggiornamento del software di sistema migliora la qualità delle prestazioni del sistema. |
| 5.01 24 ottobre 2017                                               | Sistema - Questo aggiornamento del software di sistema migliora la qualità delle prestazioni del sistema. |
| 5.00 3 ottobre 2017                                                | Sistema - Si possono aggiungere gli utenti di una PS4 come membri di un account famiglia. - Nuove aggiunte nel menù rapido come l'opzione Notifiche. - Nuove lingue di sistema: Ceco, indonesiano, ungherese, rumeno, vietnamita, greco e tailandese. - Il layout della sezione Messaggi è stato migliorato. - Si può ricevere musica che è stata condivisa con te tramite messaggio. - Nuove funzionalità aggiunte in Impostazioni > Notifiche: si potranno disattivare le notifiche pop-up durante la riproduzione di video, scegliere il colore delle notifiche pop-up, di visualizzare o nascondere i dettagli dei messaggi nelle notifiche, se trasmettere nel formato 1080p (60 fps) quando si usa Twitch su PlayStation 4 Pro e se riprodurre BD e DVD in audio surround virtuale collegando le cuffie a PlayStation VR. Social - Si può seguire chiunque, non solo gli account verificati. - Gli elenchi personalizzati sono stati aggiunti alla sezione Amici. - Nel caso di alcune trasmissioni, apparirà la scritta Community nella schermata Live da PlayStation. |
| 4.73 2 agosto 2017                                                 | Sistema - Questo aggiornamento del software di sistema migliora la qualità delle prestazioni del sistema. |
| 4.72 11 luglio 2017                                                | Sistema - Questo aggiornamento del software di sistema migliora la qualità delle prestazioni del sistema. |
| 4.71 22 giugno 2017                                                | Sistema - Questo aggiornamento del software di sistema migliora la qualità delle prestazioni del sistema. |
| 4.70 30 maggio 2017                                                | Sistema - Questo aggiornamento del software di sistema migliora la qualità delle prestazioni del sistema. Social - Nei tornei è possibile visualizzare i risultati delle partite per ogni giocatore. |
| 4.55 11 aprile 2017                                                | Sistema - Questo aggiornamento del software di sistema migliora la qualità delle prestazioni del sistema. |
| 4.50 9 marzo 2017                                                  | Sistema - Questo aggiornamento aggiunge funzioni al software di sistema implementa alcuni modifiche all'interfaccia. |
| 4.07 8 dicembre 2016                                               | Sistema - Questo aggiornamento del software di sistema migliora la qualità delle prestazioni del sistema. |
| 4.01 3 ottobre 2016                                                | Sistema - Questo aggiornamento del software di sistema migliora la qualità delle prestazioni del sistema. - La funzione di chat vocale nei party è stata migliorata per alcune situazioni. |
| 4.00 13 settembre 2016                                             | Sistema - Questo aggiornamento del software di sistema migliora la qualità delle prestazioni del sistema. - Le schermate Novità, Menu Condividi, Raccolta, Schermate info contenuti, Profili dei giocatori sono state riprogettate e rese più semplici da usare. - Si può accedere a funzioni relative al gioco o all'applicazione in esecuzione senza effettuare l'uscita e c'è anche la possibilità di personalizzare il menu. - Si possono creare cartelle per organizzare giochi e applicazioni. - Gli utenti possono trasferire tutti i giochi, i dati salvati, le catture e le impostazioni da una PS4 a un'altra. - È possibile visualizzare trofei offline e dettagli di trofei nascosti. Social - Si può scegliere un'immagine di copertina per il profilo. - Gli utenti possono informare altri giocatori di aver apprezzato le loro istantanee e clip video aggiungendo commenti o selezionando Mi piace. - Gli utenti possono nascondere tutti i trofei e le attività di ogni singolo gioco. - Gli utenti possono condividere istantanee direttamente dalla bacheca della Community dal menu Condividi e rispondere ai messaggi originari sulla bacheca. - Il limite di messaggi attuale aumenterà sul server dei Messaggi. - Gli utenti che si uniscono a un Gruppo possono visualizzare i messaggi pubblicati prima della loro entrata nel gruppo. |
| 3.55 21 giugno 2016                                                | Sistema - Questo aggiornamento del software di sistema migliora la qualità delle prestazioni del sistema. |
| 3.50 6 aprile 2016                                                 | Sistema - È ora possibile creare eventi. Seleziona Eventi, Crea Evento, imposta data e ora, numero di giocatori che possono partecipare e altri dettagli, quindi manda inviti a coloro con cui vuoi giocare. Puoi anche creare eventi da messaggi. - La funzionalità Giochiamo insieme è stata aggiunta a Party. Nelle partite multigiocatore online che supportano la funzionalità Giochiamo insieme, è possibile invitare automaticamente altri giocatori e avviare sessioni di gioco immediatamente. - Ora vengono visualizzati messaggi di notifica quando gli amici vanno online. È possibile modificare questa impostazione in Impostazioni, Notifiche, Quando gli amici vanno online. - È ora possibile impostare il proprio stato su offline, anche se si è online. Quando si accede al sistema PS4™, selezionare Effettua il login con stato online, appari offline dal menu delle opzioni. È possibile anche cambiare lo stato dalla schermata del profilo, o dal menu rapido. - È ora possibile utilizzare la Riproduzione remota su un computer (PC Windows® o Mac) con installata l'applicazione Riproduzione remota PS4. Per farlo, scaricare l'applicazione Riproduzione remota PS4, installarla e connettersi al sistema PS4™. - È ora possibile trasmettere la propria azione di gioco su dailymotion™. - È ora possibile mandare inviti a eventi o a party a gruppi o community. - È ora possibile condividere le attività di altri giocatori. Da Novità, ad esempio, selezionare un'attività da condividere, quindi selezionare "Condividi attività". - Ora, quando caricano istantanee o clip video, i giocatori potranno taggare altri gamer con cui hanno giocato. - Stato PSN: per verificare rapidamente lo stato dei servizi di PlayStation Network. È possibile accederci da Impostazioni > Rete. - Creazione di un account teenager: i teenager (13 – 17 anni) possono ora creare il proprio account e iniziare a giocare in modalità offline finché i genitori non approveranno l'account e completeranno la configurazione del filtro contenuti. - Hub di PlayStation Plus: i membri di PS Plus possono ora accedere alla memoria di archiviazione online e gestirla in maniera semplice. |
| 3.15 13 gennaio 2016                                               | Sistema - Questo aggiornamento del software di sistema migliora la qualità delle prestazioni del sistema. |
| 3.10 20 ottobre 2015                                               | Social - È ora possibile seguire gli account verificati degli studi di gioco e gli sviluppatori in Profilo, Novità, e Amici. Quando si seguono i contatti, è possibile tenere traccia delle loro attività in Novità. - Nuovi adesivi sono stati aggiunti nei Messaggi. |
| 3.00 30 settembre 2015                                             | Social - Una nuova App Eventi è stata aggiunta su PS4, accessibile dalla schermata home. - Gli utenti PS4 hanno la possibilità di creare e iscriversi alle community basate su interessi condivisi, come giochi, generi o altro. - Un'intera sezione a PlayStation Plus, accessibile direttamente dalla schermata principale di PS4 è stata aggiunta. - Si possono condividere video su Twitter direttamente dalla PS4, registrando una lunghezza massima di 10 secondi. - È possibile trasmettere Live direttamente dalla PS4 su Youtube. - È possibile richiedere di iniziare una sessione Share Play oppure osservare un amico mentre gioca con la condivisione. - Sono stati aggiunti i Live da PlayStation. - Aggiunta l'opzione Gruppi Preferiti nell'App Friends. - Nell'App Messaggi di PS4 c'è una nuova opzione per gli Stickers. Impostazioni - Aggiunta la possibilità di scegliere PNG invece di JPG per il formato degli screenshot. |
| 2.57 22 luglio 2015                                                | Sistema - Migliorata la stabilità del software di sistema durante l'uso di determinate funzioni. |
| 2.55 1º luglio 2015                                                | Sistema - Migliorata la stabilità del software di sistema durante l'uso di determinate funzioni. |
| 2.51 21 aprile 2015                                                | Sistema - Migliorata la stabilità del software di sistema durante l'uso di determinate funzioni. |
| 2.50 26 marzo 2015                                                 | Impostazioni - Il sistema PS4 è in grado di mantenere applicazioni aperte anche quando è in modalità di riposo. Selezionare con un segno di spunta l'opzione [Mantieni sospesa l'applicazione] in (Impostazioni) > [Impostazioni di risparmio energetico] > [Imposta le funzioni disponibili nella modalità di riposo]. - Salvare un backup dei dati di gioco salvati nel sistema PS4 su un dispositivo di archiviazione USB. Selezionare (Impostazioni) > [Sistema] > [Backup e ripristino]. - Opzioni di accessibilità come zoom e assegnazione dei tasti. Selezionare (Impostazioni) > [Accessibilità]. - Aggiornare automaticamente il software di sistema di PS4. Selezionare con un segno di spunta l'opzione [File di aggiornamento software del sistema] e [Installa automaticamente] in (Impostazioni) > [Sistema] > [Download e caricamenti automatici]. - Ora è possibile usare fino a 140 caratteri per la presentazione nel proprio profilo. - Aggiunte le seguenti funzionalità al menu delle opzioni dei (Trofei): ora è possibile cercare su Internet i dettagli dei tuoi trofei, filtrare i trofei per [Data trofeo guadagnato], [Non guadagnato] o [Grado] ed eliminare i trofei con uno stato di completamento dello 0%. - Adesso è possibile caricare video clip su Dailymotion. - "PSN" è tornato a chiamarsi "PlayStation Network". Social - Inviare una Richiesta amico a un giocatore di cui viene visualizzato il nome reale, anche il nome reale viene visualizzato quando il giocatore accetta la Richiesta amico. |
| 2.04 17 febbraio 2015                                              | Sistema - Migliorata la stabilità del software di sistema durante l'uso di determinate funzioni. |
| 2.03 3 dicembre 2014                                               | Sistema - Migliorata la qualità delle attività durante l'uso di alcune applicazioni. |
| 2.02 11 novembre 2014                                              | Sistema - Migliorata la stabilità del software di sistema durante l'uso di determinate funzioni. |
| 2.01 5 novembre 2014                                               | Sistema - Ottimizzata la stabilità del software nell'accensione del sistema e l'attivazione della modalità di riposo. |
| 2.00 28 ottobre 2014                                               | Impostazioni - Aggiornamenti in tempo reale nella sezione [Novità] di PlayStation 4. - Abilità di cambiare colore di sfondo su tema predefinito con il colore, oro, blu, rosso, verde, viola, rosa e grigio. - Abilità di cercare e filtrare contenuti da [Raccolta]. - Abilità di aggiungere giochi e applicazioni alla sezione [Raccolta] anche se essi non sono stati scaricati da PlayStation Store. - Supporto ai comandi vocali migliorato. - Supporto per temi dinamici. - Supporto alla lingua araba. Social - Share Play - Possibilità di condividere una partita con un altro giocatore per un tempo limitato (1 ora a sessione). Tale funzionalità richiede un abbonamento PlayStation Plus. - Aggiunta la sezione 'Giocatori che potresti conoscere' (Basata sulla lista dei tuoi amici) - Miglioramenti alle sezioni live da [Live da PlayStation]. Sistema - Lettore multimediale USB scaricabile dallo store. Formati audio supportati: MP3, MP4, M4A, 3GP e AAC. - Applicazione YouTube e possibilità di caricare i propri video sulla piattaforma. |
| 1.76 2 settembre 2014                                              | Sistema - Migliorata la stabilità del software di sistema durante l'uso di determinate funzioni. |
| 1.75 29 luglio 2014                                                | Disco - Aggiunto il supporto ai Blu-ray 3D. - Migliorata la qualità audio durante la riproduzione 1,5x per video in DVD e Blu-ray Disc. Impostazioni - I messaggi del sistema precedentemente visualizzati nell'angolo in alto a destra dello schermo sono ora visualizzati nell'angolo in alto a sinistra. - Aggiunta l'opzione [Contenuto in primo piano] a (Impostazioni) > [Sistema] > [Download e caricamenti automatici]. Quando questa impostazione viene attivata, i contenuti in primo piano del PlayStation Store vengono automaticamente scaricati mentre il sistema PS4 è acceso o in modalità standby. |
| 1.74 22 luglio 2014                                                | Sistema - Migliorata la stabilità del software di sistema durante l'uso di determinate funzioni. |
| 1.72 24 giugno 2014                                                | Sistema - Migliorata la stabilità del software di sistema durante l'uso di determinate funzioni. |
| 1.71 3 giugno 2014                                                 | Sistema - Migliorata la stabilità del software di sistema durante l'uso di determinate funzioni. |
| 1.70 30 aprile 2014                                                | Impostazioni - Aggiunta la funzione [SHAREfactory] all'area contenuti. È possibile usarla per aggiungere commenti ed etichette a clip video salvate sul sistema PS4. - Ora è possibile copiare clip video e istantanee delle schermate salvate sul sistema PS4 su un dispositivo di archiviazione USB. - Aggiunta [Massima HD] come risoluzione supportata per le trasmissioni tramite Ustream o Twitch. - Ora è possibile salvare le tue trasmissioni su servizi online. Per informazioni dettagliate, consultare il sito Web del servizio online. - Ora è possibile regolare la luminosità della barra luminosa sul controller DUALSHOCK 4. Aggiunta la funzione [Luminosità della barra luminosa di DUALSHOCK 4] in [Impostazioni] > [Dispositivi] > [Controller]. - Aggiunta la funzione [Abilita HDCP] in [Impostazioni] > [Sistema]. |
| 1.62 18 marzo 2014                                                 | Sistema - Migliorata la stabilità del software di sistema durante l'uso di determinate funzioni. |
| 1.61 18 febbraio 2014                                              | Sistema - Migliorata la stabilità del software di sistema durante l'uso di determinate funzioni. |
| 1.60 4 febbraio 2014                                               | Disco - Ottimizzata la qualità delle immagini durante la riproduzione di DVD. Sistema - Adesso sono supportate le cuffie wireless stereo con microfono (CECHYA-0080 / CECHYA-0083 / CECHYA-0086). - Ora è possibile disattivare il microfono per PlayStation Camera. |
| 1.52 11 dicembre 2013                                              | Sistema - Migliorata la stabilità del sistema. |
| 1.51 19 novembre 2013 28 novembre 2013                             | Sistema - Migliorata la stabilità del sistema. - Perfezionati elementi minori dell'interfaccia utente. |
| 1.50 13 novembre 2013                                              | Sistema - Aggiunto il supporto per usare smartphone e tablet come schermo secondario. - Registrazione e condivisione video. - Aggiunto il supporto per comandi vocali e movimenti facciali. - Due nuove app: Ustream e Twitch. - Lettore musicale in background. Disco - Lettura di film in DVD e Blu-ray Disc. Impostazioni - Aggiunto il supporto per il login contemporanea di più utenti. Gioco - Possibilità di iniziare a giocare durante il download. - Aggiunto il supporto per il Remote Play. - Multiplayer online. Social - Party chat. |
| 1.07 Incluso in alcuni giochi. Non scaricabile                     | Cambiamenti sconosciuti |
| 1.06 Incluso in alcuni giochi. Non scaricabile                     | Cambiamenti sconosciuti |
| 1.05 Firmware pre-installato sui modelli CUH-10xxA Non scaricabile | Cambiamenti sconosciuti |
| 1.01 Firmware pre-installato. Non scaricabile                      | Versione iniziale |